# Strada statale 23 (Polonia)
La strada statale 23 (sigla DK 23, in polacco droga krajowa 23) è una strada statale polacca che attraversa il Paese da Myślibórz a Sarbinowo.